# Osbert Crawford

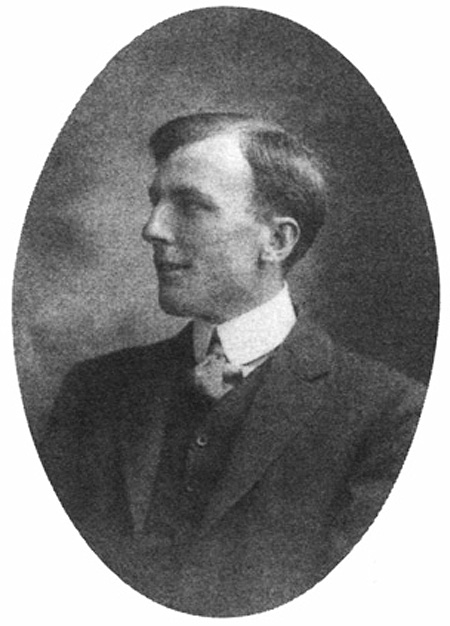
O.G.S. Crawford 1912

Osbert Guy Stanhope Crawford (* 28. Oktober 1886 in Bombay (Indien); † 28. November 1957) war ein englischer Archäologe. Er beschäftigte sich mit der Vorgeschichte Großbritanniens sowie des Sudans und hat als einer der ersten Forscher Luftaufnahmen zu archäologischen Forschungszwecken genutzt.

## Leben
O. G. S. Crawford wurde in Bombay als Kind einer schottischen Familie geboren, wuchs jedoch in London und Hampshire bei Verwandten auf, nachdem seine Mutter 1886 und sein Vater 1894 verstarben. Er besuchte das Marlborough College und studierte dann Geographie am Keble College der University of Oxford. Nach seinem Abschluss trat er zunächst in den Staatsdienst (Department of Geography), bevor er 1913 an Ausgrabungen des Unternehmers Henry Wellcome bei Jebel Moya im Sudan mitarbeitete. Danach war er im selben Jahr zunächst Mitglied der Mana-Expedition, verließ sie jedoch wegen Differenzen mit der Expeditionsleitung, bevor die Osterinsel erreicht wurde. Allerdings war der damals 27-jährige auch darauf angewiesen, einen Teil der Kosten seiner Teilnahme an Bord abzuarbeiten, was zusätzliche Verstimmung bedeutete. Auch darauf mag seine spätere Aussage, die Expedition sei ein archäologisches Fiasko gewesen, zurückzuführen sein.
Nach seiner Rückkehr nach England diente er während des Ersten Weltkriegs in verschiedenen Regimentern der Armee, bis er 1917 als Luftbeobachter dem Royal Flying Corps zugeteilt wurde. Sein Flugzeug wurde 1918 abgeschossen und Crawford wurde als Kriegsgefangener in Holzminden bis Kriegsende interniert.
1920 wurde er zum ersten archäologischen Beamten im britischen Ordnance Survey, der nationalen Landkarten-Behörde, ernannt. In dieser Funktion hatte er die Aufgabe, die archäologischen Fundstellen Großbritanniens zusammenzustellen und neue zu identifizieren. Dabei setzte er seine Erfahrungen in der Luftaufklärung aus seiner Militärzeit ein und wurde zu einem Mitbegründer der Luftbildarchäologie. Diese Methode nutzte er vor allem im Süden Englands für umfangreiche archäologische Landschaftserkundungen. 1927 gründete er die Fachzeitschrift Antiquity. A Quarterly Review of Archaeology, 1939 amtierte er als Präsident der Gelehrtengesellschaft The Prehistoric Society. Nach seiner Versetzung in den Ruhestand 1946 wandte er sich vor allem der Archäologie des Sudans zu und konzentrierte sich auf das Abfassen von Sach- und Fachbüchern. 1947 wurde er zum Mitglied (Fellow) der British Academy gewählt.

## Veröffentlichungen
- The Long Barrows of the Cotswolds. 1925.
- Wessex from the Air. 1928.
- Air Survey and Archaeology. 1928.
- Air-Photography for Archaeologists. 1929.
- The Topography of Roman Scotland North of the Antonine Wall. 1949.
- The Fung kingdom of Sennar. With a geographical account of the middle Nile region. Gloucester 1951.
- Abu Geili. 1951.
- Archaeology in the Field. 1953.
- Castles and Churches in the Middle Nile Region. 1953.
- Said and Done. The autobiography of an archaeologist. 1955.
- The Eye Goddess. Phoenix House, London 1957.